# GJ 357
GJ 357 (tên tiếng Anh là Gliese 357) là một ngôi sao chính dãy M có hoạt động bất thường. Nó nằm cách Trái Đất 31 năm ánh sáng.

## Hệ hành tinh

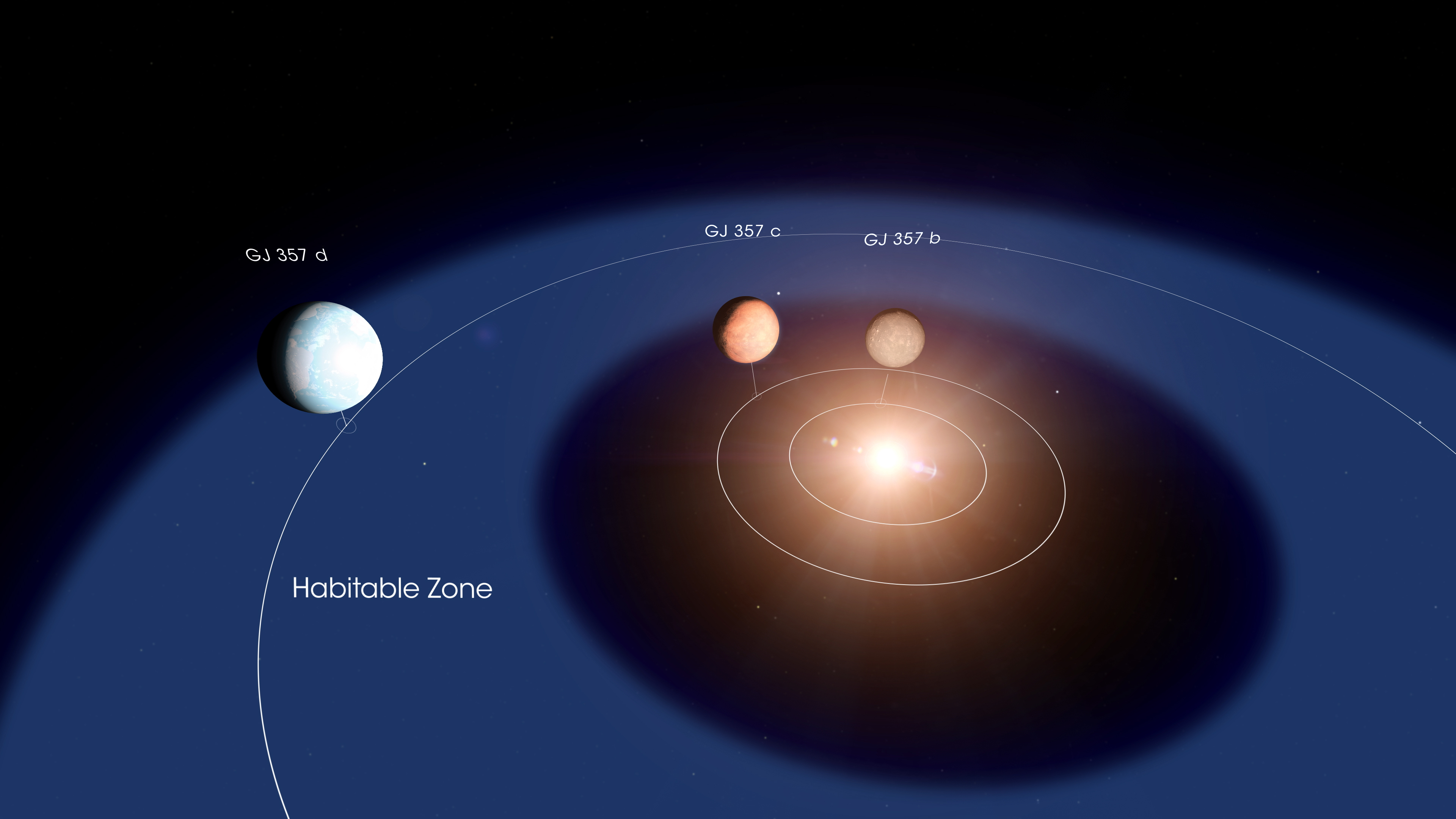
Hệ Hành tinh GJ 357

Quanh ngôi sao có 3 hành tinh  là b, c, d và GJ 357d đã được xác nhận trên quỹ đạo nó, một trong những số đó, GJ 357d, được coi là Siêu Trái Đất trong Khu vực có thể sống được. Ngôi sao này thuộc chòm sao Trường Xà.
| Thiên thể đồng hành (thứ tự từ ngôi sao ra) | Khối lượng           | Bán trục lớn (AU) | Chu kỳ quỹ đạo (ngày) | Độ lệch tâm        | Độ nghiêng        | Bán kính          |
| ------------------------------------------- | -------------------- | ----------------- | --------------------- | ------------------ | ----------------- | ----------------- |
| b                                           | 0.006566± 0.00101 MJ | 0.033±            | 3.93086± 0.00004      | 0.047+0.059 −0.047 | 88.496+0.0025 −0° | 0.1041± 0.0033 RJ |
| c                                           | ≥001158±000151 MJ    | 0.0607±           | 9.1246± 0.0013        | 0.072± 0.053       | —                 | —                 |
| d                                           | ≥00227±00053 MJ      | 0.204±            | 55.698± 0.45          | 0.033+0.057 −0.033 | —                 | —                 |